# نفر خبرو حرسخبر
نفر خبرو حر سخبر كان مسؤولًا في مصر القديمة خلال حكم الملك أخناتون. شغل منصب عمدة أخت آتون، العاصمة الجديدة التي بناها الملك. دفن في المقبرة المرقمة TA13 في المجموعة الجنوبية من مقابر العمارنة الصخرية. اسمه، "نفر خبرو يجعلني أعيش"، هو اسم يحتوي على اسم ملكي لتمجيد الملك، حيث أن "نفر خبرو" هو جزء من لقب العرش الخاص بإخناتون.

## المقبرة
افتتحت مقبرة نفر خبرو حر سخبر رسميًا بواسطة بوريانت في عام 1883 ونقبها دارسي في عام 1893، لكنها كانت قد دُخلت من قبل، حيث تضمنت النقوش على السقف أسماء وتواريخ من العصر الحديث لأشخاص فتحوا وقاسوا المقبرة من قبل، وهي تقول "ر. هاي فتح هذه المقبرة 1830" و "ك. لافر 1830 قاس هذه المقبرة".
المقبرة غير مكتملة وفي حالة جيدة. تصميمها مشابه لتصاميم مقابر العمارنة الأخرى. تتكون من غرفة واحدة بها ستة أعمدة بيضاء في صف عمودي على المدخل؛ المسافة بين العمودين الوسطيين أكبر قليلاً من المسافة بين الأعمدة الأخرى. بدأ العمل على الجدار الخلفي للغرفة، وكان من الممكن أن تكون هناك غرفة أخرى أو مزار هناك. النقوش تحت السقف مكتملة، لكن الألوان والنقوش مفقودة. النقوش على الجدران السفلية مفقودة تمامًا؛ في الجانب الجنوبي لم تُنقش الأعمدة بالكامل. بحلول وقت الدفن كان من الواضح أن المقبرة لن تكتمل؛ بعد الانتهاء من الغرفة ومعظم الأعمدة، بدأ العمال العمل في الزاوية الشمالية الشرقية، المكان المعتاد للسلالم المؤدية إلى غرفة الدفن. كانت الغرفة نفسها كبيرة بما يكفي لتحتوي على التابوت. الممران الخارجان منها إما معاصران أو تم نحتهما لاحقًا.